# So Foot
So Foot és una revista de futbol francesa impulsada el 2003 per Frank Annese, Bonamy i Sylvain Guillaume Hervé. La revista vol mesclar el futbol, la cultura i la societat en un to satíric i irònic. El primer número de So Foot va vendre entre 4000 i 5000 exemplars. El desembre de 2012, la tirada era de 100.000 exemplars i en va vendre 45.000, 10.000 dels quals eren subscriptors. Ha influenciat altres publicacions esportives, com Panenka.